# Rhizosmilia sagamiensis
Espèce
Statut CITES
Rhizosmilia sagamiensis est une espèce de coraux appartenant à la famille des Caryophylliidae.